# 韋璿
韋璿（7世纪—710年7月21日）又作韋濬，京兆万年人。唐朝官员，官至衛尉少卿。
韋璿的父亲韦玄昭是韋后父亲韦玄贞的堂弟。唐中宗死后，韋后臨朝，韋溫（韋后伯父韋玄儼的儿子）總知内外兵马，檢護宮省。驸马韦捷（韋溫弟韋湑之子）、驸马韦濯（韦玄昭堂兄韦玄希的儿子）分掌左右屯营，武延秀和韦播（韋溫兄韋灌之子）、韦璿、韦璿外甥中郎将高嵩，共同掌管左右羽林军及飞骑、万骑。韋播、韋璿入軍中，想要先树威严，拜官之日，先打鞭万骑数人立威，士兵怨恨，不为所用。临淄王李隆基趁夜率薛崇简、钟绍京、刘幽求领万骑及总监，將軍葛福順攻玄武门，入大明宫，至左羽林军。斬殺寝帐中的韦播、韦璿、高嵩，举火梟首，给李隆基看。于是斩关入至太极殿。韦后逃入殿前飞骑营，和武延秀、安乐公主都为乱兵所杀。

## 資料來源
- 《旧唐书》韋溫传
- 《新唐书》韋溫传